# Power Integrations

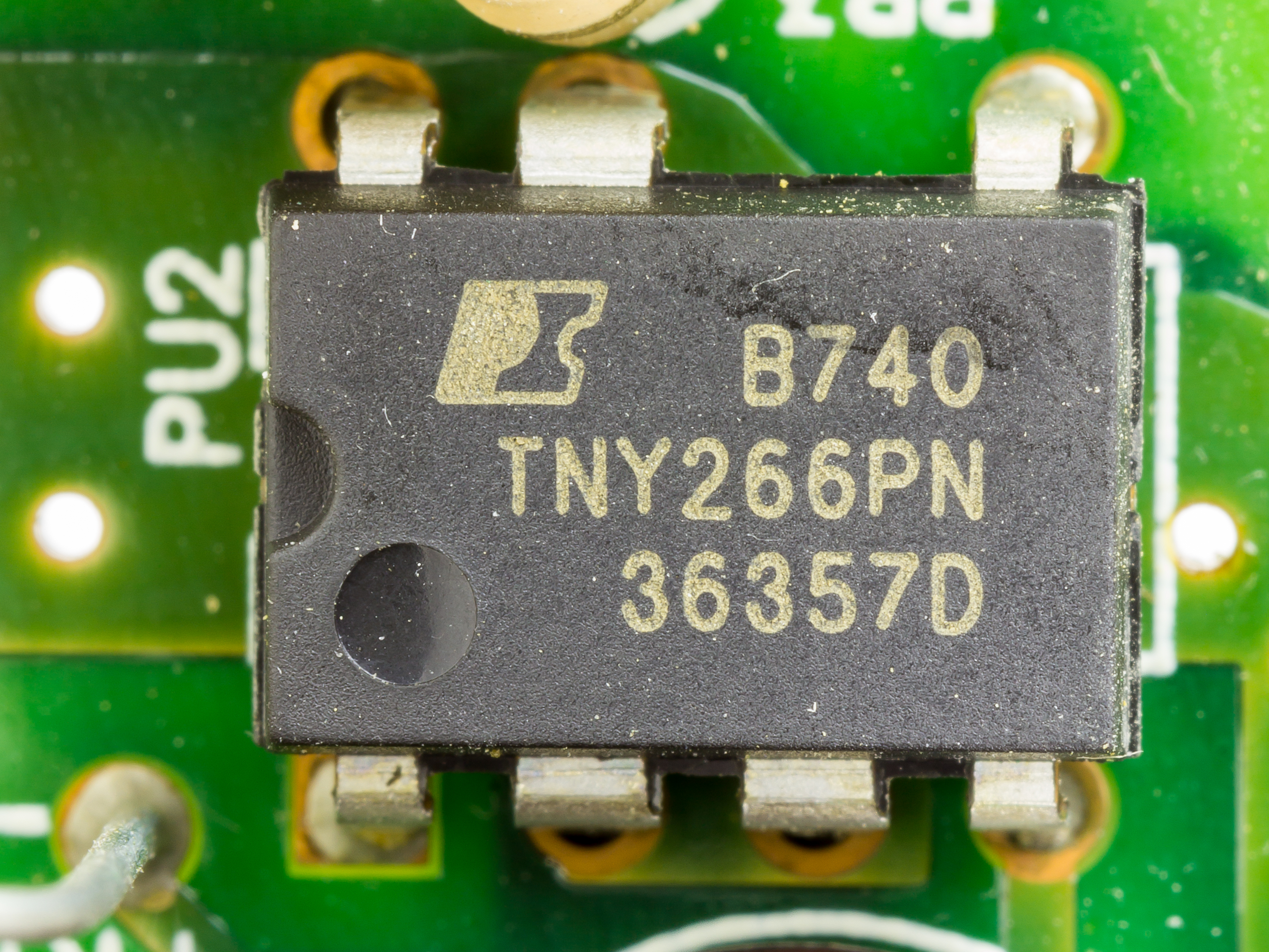
Ein Chip der Firma

Power Integrations ist ein US-amerikanischer Halbleiterhersteller mit Hauptsitz in San José, Vereinigte Staaten. Gegründet im Jahr 1988, wurde das Unternehmen im Dezember 1997 in eine Aktiengesellschaft umgewandelt. Der Vorstandsvorsitzende ist seit 2009 William L. George. Der 2002 gegründete Wettbewerber Cambridge Semiconductor Ltd. wurde 2015 übernommen. Sie ist an der Nasdaq gelistet, hat 770 Angestellte und macht einen Jahresumsatz von 703 Mio. US-Dollar.
Niederlassungen für Entwicklungsarbeit sind in den USA, Kanada, Schweiz, Großbritannien, Deutschland, Malaysia und den Philippinen. Die Wafer werden in Fabs bei Lapis, EPSON, X-FAB und Toshiba hergestellt und dann in Südostasien eingehaust.
Produktfamilien für monolithische Netzteil-ICs sind TOPSwitch, TinySwitch, LinkSwitch, LinkSwitch-XT2 (für Drehstrom), LYTSwitch (für LED-Treiber), InnoSwitch, die IGBT-Treiber heißen SCALE.